# Готова на всичко
Готова на всичко (на турски: Aliye) e турски драматичен сериал, излязъл на телевизионния екран през 2004 г.

## Излъчване
| Сезон | Начало на сезона  | Край на сезона   | Епизоди | Всички епизоди | ТВ сезон    | ТВ канал |
| ----- | ----------------- | ---------------- | ------- | -------------- | ----------- | -------- |
| 1     | 14 септември 2004 | 21 юни 2005      | 37      | 1 – 37         | 2004 – 2005 | ATV      |
| 2     | 20 септември 2005 | 30 май 2006      | 34      | 38 – 71        | 2005 – 2006 | ATV      |
| 3     | 19 септември 2006 | 17 октомври 2006 | 5       | 72 – 76        | 2006        | ATV      |

## Сюжет
Алие e млада жена, която има почти всичко – красив дом, щастливи деца и прекрасен съпруг. В голямата и красива къща, която споделя със свекърва си и снаха си, обаче не всичко е толкова идеално, колкото изглежда отстрани. Когато Алие разбира, че съпругът ѝ изневерява с по-млада от него жена, тя събира куража да остави всичко зад гърба си и да замине за големия Истанбул, където да потърси щастие за децата си. Нещо обаче ще остане в стария ѝ дом и то няма да ѝ даде миг покой. Бившият ѝ съпруг решава да задържи сина им. Това е гаранция, че Алие никога няма да забрави миналото, а той може би ще върне жена си обратно.

## Актьорски състав
- Санем Челик – Алие
- Нежат Ишлер – Д-р Дениз
- Халит Ергенч – Синан
- Илхан Шешен – Фейаз
- Юлкю Дуру – Нусрет
- Айла Алган - Рефие
- Айтен Унджуоолу – Икбал
- Айше Тунабойлу – Хасибе
- Емел Чьолгечен – Мерич
- Дерия Артемел – Зелиш
- Симге Селчук – Лейля
- Ъшъл Дайъоолу – Сюхейла
- Тайанч Айайдън – Кахраман
- Еджем Узун – Гюлсюн
- Есер Йенелер – Йозгюр
- Неджат Четинкьой - Проф. Рауф
- Баръш Фалай – Мюджахит
- Айберк Кочар – Арда
- Су Дура/Берил Ъшък – Айше
- Исмаил Инджекара – Валентино Наджи
- Назан Кърълмъш – Нермин
- Фюсун Йозтопрак – проф. Есин
- Бурчин Терзироолу – Юмит
- Гюлай Балтаджъ/Налан Явуз – Небахат
- Парла Шенол – Асуман
- Берген Джошкун – Неслихан
- Йозлем Чънар – Нур
- Мине Тугай – Дефне
- Баръш Йълдъз – Алп
- Бурчин Тезиоулу - Юмит Айдън

## В България
В България сериалът започва на 22 януари 2013 г. по Диема Фемили и завършва на 31 май. Ролите се озвучават от Христина Ибришимова, Ася Братанова, Ани Василева, Симеон Владов, Силви Стоицов и Николай Николов.